# Bombardier 250cc
De Bombardier 250cc is een motorfiets die is geproduceerd door het Canadese bedrijf Bombardier. Hij is gebaseerd op Can-Am's TnT (Track 'n Trail) model van halverwege de jaren ‘70.

## Geschiedenis
Bombardier werd in de jaren ‘40 opgericht in de Canadese provincie Québec als fabrikant van rupsaangedreven sneeuwmobielen. Bombardier ontwikkelde zich tot een mondiaal concern dat vliegtuigen, treinen, sneeuwmobielen, schepen, auto’s en motorfietsen produceerde. Begin jaren ’70 ging men onder de merknaam „Can-Am“ (Canadian-American) enduro- en trialmotoren produceren. Het Oostenrijkse bedrijf Rotax dat al motoren leverde voor Bombardier's Ski-Doo-sneeuwscooters ging ook de motoren voor de Can-Am motorfietsen leveren. Bekende modellen waren de Enduro Can-Am TnT en de Can-Am MX-serie. Eind jaren ‘80 verkocht Bombardier zijn motorfietstak aan het afgesplitste Bombardier Recreational Products (BRP) dat het merk Can-Am positioneerde als merk van All Terrain Vehicles (ATV’s), zoals quads en trikes.
De Bombardier 250cc werd ontwikkeld als een algemeen inzetbare en ordonnansmotor. Hij werd gepromoot als een offroadmotor die ook geschikt was voor militair gebruik. Hoewel hij bedoeld was voor de Canadese strijdkrachten waar hij eind jaren ‘70 in dienst kwam, werd de motor dankzij het lage model en het rustige rijgedrag (dankzij een teruggeschroefde 250cc-motor) en gemakkelijke bediening ook gekocht door de Britse (1978-1980) en Belgische krijgsmachten (1981).
De Can-Am wordt aangedreven door een Rotax 244 1-cilinder korte slag 2-takt roterende inlaat van 247 cc die 36 kW (26 pk) levert bij 7.500 tpm.
De motorfiets is voorzien van een koplamp met verschillende standen voor groot-, dim- en parkeerlicht, en een oorlogsverlichtingsstand. De verlichting bestaat daarnaast uit een achterlicht, remlicht en richtingaanwijzers. De machines zijn voorbereid op het plaatsen van een radio. 
Hij is voorzien van legergroene infrarood-reflecterende verf.

## Canada
Na de Tweede Wereldoorlog was het gebruik van motorfietsen door de Canadese strijdkrachten (en: Canadian Armed Forces (CAF); fr: Forces Armées Canadiennes (FAC)) sterk afgenomen. De meeste taken waren overgenomen door jeeps, omdat aangepaste civiele wegmotoren niet geschikt om over echt ruw terrein te rijden. Rond 1968 hadden de Canadese strijdkrachten hun laatste motorfietsen uit dienst gesteld. Dat waren de Triumph TRW 500cc V-twins uit 1957; ‘gemilitariseerde’ civiele motorfietsen. Bij de Canadese militaire politie bleven er enkele nog tien jaar langer in gebruik.
Tien jaar later, in 1977 kochten de Canadese strijdkrachten ca. 75 Can-Am 250 motorfietsen van Bombardier. Ze werden onder andere door ‘field platoons’ van de militaire politie gebruikt.
In 1985 vervingen de Canadese strijdkrachten de Can-Am’s door 86 Armstrong MT500 motorfietsen.

## Verenigd Koninkrijk
Na de Tweede Wereldoorlog was het gebruik van motorfietsen door het Britse leger afgenomen. Voor sommige ordonnans en verbindingstaken (bv liaison) werden Land Rovers ingezet, omdat aangepaste civiele wegmotoren niet geschikt om over echt ruw terrein te rijden. Door de na-oorlogse groei van de motortrail-sport waren er in de jaren ’70 inmiddels veel speciaal ontworpen offroad-motoren geproduceerd, en kon het leger zulke machines die wel terreinvaardig waren aanschaffen.
Tussen 1978 en 1980 kocht het Britse Ministerie van Defensie (MoD) ongeveer 3.000 Bombardier Can-Am’s ter vervanging van de verouderde BSA B40, die nauwelijks terreinvaardig was. De motor was in de Britse krijgsmacht bekend als de „Can-Am“, en was bestemd voor verbindings-, verkennings- en ordonnanstaken BSA assembleerde uiteindelijk het grootste deel van de Britse machines, en produceerde ook een groot aantal van de onderdelen zelf waaronder tanks, wielen, banden, lichten en koffers. Het Britse MoD sloot twee verschillende leveringscontracten: in 1978 contract FVE22A/36 voor ca. 1500 MK1-motorfietsen (framenummers beginnen met 8960) en in 1980 contract FVE22A/88 voor weer ca. 1500 MK2-motorfietsen (framenummers 8801 en 8802). De MK1 en MK2 verschillen amper; een verschil is dat de richtingaanwijzers van de MK1 halfrond zijn (identiek aan die van de TnT), terwijl die van de MK2 moderner ogen met platte ronde lenzen en behuizingen.
De Can-Am-machine bleef ongeveer tien jaar in gebruik bij de Britse krijgsmacht voordat hij begin jaren ‘90 werd vervangen door de Armstrong MT500. Veel Can-Am’s werden verkocht aan particulieren, en worden sindsdien veel gebruikt bij de in het Verenigd Koninkrijk populaire Long Distance Trials.

## België
De Belgische krijgsmacht kocht in 1981 circa 500 machines (framenummers beginnen met 8803). In België waren ze bekend als „Bombardier 250cc“.
De Bombardiers vervingen de begin jaren '50 gekochte zijkleppers: de 350cc Saroléa 51 A4, de 450cc FN M13, de 400cc en 500cc Gillet motoren en de eind jaren '60 aangeschafte BMW boxers van de Militaire Politie.